# Nursia plicata
Nursia plicata is een krabbensoort uit de familie van de Leucosiidae. De wetenschappelijke naam van de soort is voor het eerst geldig gepubliceerd in 1803 door Herbst.